# Le Voleur de Bagdad (film, 1940)
Pour les articles homonymes, voir Le Voleur de Bagdad.
Pour plus de détails, voir Fiche technique et Distribution.
Le Voleur de Bagdad (The Thief of Bagdad An Arabian Fantasy in Technicolor) est un film britannique réalisé par Ludwig Berger, Michael Powell et Tim Whelan, sorti en 1940. Ont en outre participé à la réalisation du film sans être crédités au générique : Alexander Korda, Zoltan Korda et William Cameron Menzies.

## Synopsis
L'histoire se déroule à une époque lointaine et indéterminée, à Bagdad.
Tout débute sur un port, un mendiant aveugle demande la charité au nom de Dieu, son chien pouilleux à ses pieds. Aux passants qui l'interrogent, il déclare être le plus malheureux des princes, trompé, abusé et jeté dans la misère. On se rit de lui, on le presse de questions, et il se plonge alors dans ses souvenirs.
La colère gronde dans les rues de Bagdad : le peuple souffre des décisions du palais princier. Le prince Ahmad est accusé d'opprimer les pauvres gens par ses décrets autoritaires, mais lui-même n'en a pas conscience, pris qu'il est occupé à ses jeux. Dans l'ombre le grand vizir Jaffar l'entretient dans son ignorance, c'est lui le seul vrai maître oppresseur, le tyran qui désire renverser son pantin et prendre sa place.
Aussitôt Ahmad va voir son vizir, qui lui conseille d'aller déguisé dans la rue pour connaître son peuple. Tandis que le prince assiste à un prêche enflammé contre son règne, Jaffar envoie la soldatesque l'arrêter et le met en prison.
Dans le cachot humide, attendant le sabre du bourreau, Ahmad rencontre un petit voleur, Abu, qui le fait évader.
Un jour, à Bassorah, le prince rencontre dans un jardin de son palais une magnifique femme, la princesse et fille unique du sultan. Fasciné, amoureux dès le premier regard, il lui fait une cour passionnée, et elle aussi est touchée dans son cœur. Ils se quittent sur des promesses d'amour. Mais la princesse décide de fuir lorsqu'elle apprend que Jaffar souhaite l'épouser.
Alors commence un voyage au cœur des légendes du Moyen-Orient : Génie, magie, tapis volant, Pégase, tombeau oublié infesté d'êtres tordus et maléfiques.

## Fiche technique
- Titre original : The Thief of Bagdad An Arabian Fantasy in Technicolor
- Titre : Le Voleur de Bagdad
- Réalisation : Ludwig Berger, Michael Powell et Tim Whelan, assisté de Jack Clayton (non crédité)
- Scénario : Lajos Biró et Miles Malleson
- Direction artistique : Vincent Korda
- Décors : Percy Day
- Costumes : John Armstrong, Oliver Messel et Marcel Vertès
- Maquillage : Stuart Freeborn (ne fut pas mentionné au générique du film[1])
- Photographie : Georges Périnal et Osmond Borradaile (associé), assistés de Robert Krasker (cadreur, non crédité)
- Conseillère couleur : Nathalie Kalmus
- Son : A.W. Watkins
- Montage : Charles Crichton et William Hornbeck
- Musique : Miklós Rózsa
- Direction musicale : Muir Mathieson
- Effets spéciaux : Lawrence Butler, Tom Howard, Johnny Mills
- Producteur : Alexander Korda
- Producteurs associés : Zoltan Korda et William Cameron Menzies
- Société de production : Alexander Korda Film Productions
- Société de distribution : United Artists Corporation
- Pays de production :  Royaume-Uni
- Langue originale : anglais
- Format : couleur (Technicolor) — 35 mm — 1,37:1 - Son Mono (Western Electric Mirrophonic Recording)
- Genre : Aventures, Fantastique
- Durée : 106 minutes
- Dates de sortie :
  - États-Unis : 5 décembre 1940 (première mondiale à New York), 25 décembre 1940 (sortie nationale)
  - Royaume-Uni : 19 décembre 1940 (première à Londres), 25 décembre 1940 (sortie nationale)
  - France : 11 avril 1946
  - Ressortie en langue arabe 1965, par les films Régence
- Affiche : Marcel Jeanne (France)

## Distribution
- Conrad Veidt (VF : Robert Verdaine) : Jaffar
- Sabu (VF : François Rodon) : Abu
- June Duprez (VF : Lucy Léger) : la princesse de Bassorah
- John Justin (VF : François Richard) : Ahmad
- Rex Ingram (VF : Michel Etcheverry) : Djinn
- Miles Malleson (VF : Paul Lluis) : le sultan de Bassorah
- Morton Selten (VF : Jean Guilton) : le vieux roi
- Mary Morris : Halima
- Bruce Winston : le marchand
- Hay Petrie : l'astrologue
- Adelaide Hall : la chanteuse
- Roy Emerton : le geôlier
- Allan Jeayes : le conteur d'histoires

## Accueil
« M. Menzies a rempli l'écran avec une époustouflante succession d'illustrations de livres pour enfants - bazars grouillants, palais de marbre blanc scintillant se détachant sur un ciel bleu profond, voiles rouges des navires sur la mer, jardins de rêve, lueur des bijoux, terrasses ouvertes sous la nuit étoilée. La seule couleur rend ce film d'un divertissement véritablement passionnant. »

— Bosley Crowther, New-York Times, 6 décembre 1940

« À qui doit-on alors cette somptueuse aventure tirée des Mille et Une Nuits ? Sa splendeur visuelle, ses décors et ses couleurs incroyables de beauté appartiennent totalement à l'esthétique de Michael Powell, habilement servie par le travail du chef opérateur Georges Périnal. C'est un véritable enchantement, un plaisir de tous les instants (auxquels participent les comédiens, l'inquiétant Conrad Veidt autant que le bondissant Sabu), la richesse visuelle contrebalançant quelques faiblesses du script. »

— Aurélien Ferenczi, Télérama, 21 février 2009

## Autour du film
- Le tournage s'est déroulé aux Denham Film Studios dans le Buckinghamshire près de Londres[2], Gunwalloe et Pembrokeshire Coast au Royaume-Uni, ainsi qu'au parc national du Grand Canyon et aux studios United Artists aux États-Unis.
- Dans le film, Abu propose à plusieurs reprises d'aller rejoindre un marin nommé Sinbad (prononcé [sɛ̃bad] dans le doublage français, le « in » étant nasalisé).
- Il s'agit d'un remake du Voleur de Bagdad réalisé par Raoul Walsh en 1924[3].
- Le rôle de la princesse avait tout d'abord été confié à Vivien Leigh qui, après avoir obtenu le rôle de Scarlett O'Hara dans Autant en emporte le vent (1939), quitta la production.
- Il s'agit du premier film de l'acteur John Justin.
- Le dessin animé Aladdin de Disney s'est inspiré de ce film.
- C'est sur ce film qu'a été inventé la technique dite du « fond vert » par Lawrence W. Butler.

## Bande originale
- I Want To Be A Sailor, paroles et musique de Miklós Rózsa, interprété par Sabu
- Hungarian Lullabye, interprété par Adelaïde Hall

## Distinctions
- Oscar de la meilleure photographie (Georges Périnal),
- Oscar de la meilleure direction artistique (Vincent Korda),
- Oscar des meilleurs effets visuels (Lawrence W. Butler, Jack Whitney) et
- Nomination à l'Oscar de la meilleure musique de film (Miklós Rózsa) en 1941.